# Ramo de atividade básica
Um ramo de atividade básica, também conhecido como negócio principal, atividade-foco, competência principal e core business, é a atividade econômica básica de uma determinada empresa, sendo a principal ou essencial área do mercado em que ela se insere ou atua, extraída do conjunto de competências essenciais.
Para se estabelecer de qual ramo as empresas fazem parte, deve-se antes analisá-las macro-escala e, a partir de uma visão abrangente (conjunto de competências essenciais), dividi-la em outros setores menores, a fim de que se defina a orientação da empresa em relação ao seu consumidor. Desse modo, de acordo com a macro-escala, uma grande empresa pode produzir diversos produtos destinados à diferentes partes de setores menores.
Um exemplo é a produção de cana-de-açúcar, que pode ser destinada tanto à produção do próprio açúcar refinado, quanto para a produção de combustível (álcool), de bebidas destiladas e até para a indústria farmacêutica.
Estudos de mercado detalhados feitos por economistas podem definir o negócio principal, bem como as forças e fraquezas a que estão expostas a empresa.